# Gare de Clermont-en-Argonne
Gare de Clermont-en-Argonne vasútállomás Franciaországban, Clermont-en-Argonne településen.

## Vasútvonalak
Az állomást az alábbi vasútvonalak érintik:
- Saint-Hilaire-au-Temple-Hagondange-vasútvonal

## Kapcsolódó állomások
A vasútállomáshoz az alábbi állomások vannak a legközelebb: